# Casa es de Bernard
La Casa es de Bernard és un monument del municipi d'Es Bòrdes inclòs en l'Inventari del Patrimoni Arquitectònic de Catalunya.

## Descripció
Casa d'estil popular. La façana, orientada a l'oest, es disposa perpendicularment al carener. Les obertures exteriors de la casa consisteixen en una balconada i una gran porta. La balconada, que es caracteritza per tenir l'estructura bàsicament construïda en fusta, sobresurt de la façana mantinguda per un embigat encastat a la paret. El paviment és de taulons de fusta. Malgrat el mal estat de conservació es constata que la balconada estava formada per balustres de fustes planes, artísticament retallades. Per la seva forma sembla que hagin volgut imitar la silueta dels balustres de pedra i marbre d'estil neoclàssic en forma de columneta. A la balconada s'accedeix per una galeria vidrada en la seva meitat superior, amb dues portes de sortida en els laterals. La porta d'accés a la casa té la llinda rectangular construïda mitjançant una biga de fusta que recolza els seus extrems en el marc de fusta del l'obertura. Aquest marc s'assenta sobre dues pedres en marbre del país, possiblement per aïllar la fusta de la humitat. La porta és de tres fulles. Aquesta estructura fa pensar en una botiga o un taller que es trobava a la planta baixa de l'edifici.
El llosat (lòsat/tet) de quatre pales i vessant suau és cobert de pissarres. Perquè hi hagi llum a les golfes (humarau) trobem unes obertures que reben el nom de capuchines. La decoració de la façana consisteix en un arrebossar de les pedres que dibuixa carreus rectangulars.

## Història
"Els balcons o balconades, en especial els de fusta, es troben a tot el llarg del Pirineu i Pre-Pirineu, i són, en opinió de Violant i Simorra, relativament novells: apareixen vers el segle xvii, i més encara el XVIII i començaments del XIX, moment en què, en evolucionar el volum de la casa, també evoluciona la finestra o gran finestra sota la coberta que feia de solar i assecador, i s'anà convertint a poc a poc en eixidor i balcó". (Mas Canalis, D..-La casa Andorrana Tradicional, pàg. 79).
Malgrat aquesta cita de Violant i Simorra els balcons o balconades no són un tret característic en l'arquitectura popular aranesa. Encara que en quasi totes les poblacions de la Vall hi ha alguna casa que té una balconada de fusta degut potser al seu status social i per qüestions d'influència francesa.